# Xander Corvus
Pour les articles homonymes, voir Corvus (homonymie).
Xander Corvus, né le 18 novembre 1988, est un acteur de films pornographiques américain.

## Récompenses
- 2011 : XRCO Awards New Stud[2]
- 2012 : AVN Awards[3]
  - Meilleur nouveau venu (Best Male Newcomer)
  - Meilleur acteur dans un second rôle (Best Supporting Actor) pour Star Trek: The Next Generation - A XXX Parody, Revolution X/Digital
- 2014 : AVN Award Meilleur acteur dans un second rôle (Best Supporting Actor) pour Underworld[4]
- 2015 : AVN Award Meilleur acteur dans un second rôle (Best Supporting Actor) pour Holly...Would (Wicked Pictures)[5]
- 2017 : AVN Award Meilleur acteur (Best Actor) pour The Preacher’s Daughter (Wicked Pictures)[6]

### Nominations
- 2012 : AVN Awards
  - Meilleur acteur (Best Actor) pour Lost and Found
  - Meilleure scène de sexe anal (Best Anal Sex Scene) pour Spider-Man XXX: A Porn Parody (avec Brooklyn Lee)
  - Meilleure scène de sexe homme/femme (Best Boy/Girl Sex Scene) pour Lost and Found (avec Allie Haze)
  - Best Group Sex Scene pour Orgy: The XXX Championship (avec Kaci Star, Liza Del Sierra, Marie McCray, Aiden Ashley, Alan Stafford, Anthony Rosano, Asa Akira, Austin Matthews, Charlie Theron, Diana Doll, Evan Stone, Jaelyn Fox, Jeanie Marie, Ramon Nomar, Raven Alexis, Sean Michaels, Sophia Lomeli et Yuki Mori)
  - Most Outrageous Sex Scene pour Spider-Man XXX: A Porn Parody (avec Capri Anderson)

## Filmographie sélective
- My Personal Masseuse (2011)
- The Threeway (2011)
- Bad Teachers Uncovered (2011)
- The Prize (2011)
- Cheap Trixxx (2011)
- My Little Panties 3 (2011)
- Tosh Porn Oh (2011)
- Horizon (2011)
- My Daughter's Boyfriend 5 (2011)
- Orgy: The XXX Championship (2011)
- Shut Up and Fuck (2011)
- High Heels and Panties (2011)
- Fatal Seduction (2011)
- Peepshow (2011)
- American Dad XXX: An Exquisite Films Parody (2011)
- The Cougar Club 4 (2011)
- The Stepmother 5: Her New Son (2011)
- Spider-Man XXX: A Porn Parody (2011, rôle de Spider-Man/Peter Parker)
- My Mother's Best Friend 4: Lost in Time (2011)
- Saturday Night Fever XXX: An Exquisite Films Parody (2011)
- The Teacher 3: To Die For (2011)
- Supergirl XXX (2011)
- The Babysitter 4: Daddy Appeal (2011)
- Dear Abby (2011)
- Twilight the Porno and Other XXX Parodies (2011)
- Rezervoir Doggs (2011)
- Real Porn Stars of Chatsworth (2011)
- Star Trek: The Next Generation - A XXX Parody (2011, rôle du Lt. Commander Data)
- 2011/II The Cougar Club 3 (2011)
- Big Tit Soccer Mom Orgy (2011) (comme Xander)
- Cougar's Prey 5 (2011)
- Naughty Nanny 3 (2011)
- Lost and Found (2011)
- Anal Only (2011)
- Money Shot (2011)
- The Pickup Player (2011)
- Almost Heaven (2010)
- Appetite for Love (2010)
- Bangin' in the Woods (2010)
- Big Ass Cheerleaders 2 (2010)
- Bus Stop Girls 2 (2010)
- Official Big Brother Parody (2010)
- Perfect Natural Tits (2010)